# Io e mia sorella
Io e mia sorella es una película italiana de 1987 dirigida por Carlo Verdone con Ornella Muti, Carlo Verdone, Elena Sofia Ricci y Maurizio Mattioli.

## Reparto
| Actor               | Personaje          |
| ------------------- | ------------------ |
| Carlo Verdone       | Carlo Piergentili  |
| Ornella Muti        | Silvia Piergentili |
| Elena Sofia Ricci   | Serena             |
| Mariangela Giordano | Nadia              |
| Galeazzo Benti      | Abogado Sironi     |
| Tomas Arana         | Gábor              |
| Veronica Lazar      | Jueza              |